# Oldartzen
Oldartzen (del euskera oldartu, que significa «acometer, agredir, rebelarse») fue un colectivo político del País Vasco francés de ideología abertzale y de izquierdas.
Fue fundado en 1989 con el objetivo de «redefinir y acelerar los objetivos de la izquierda abertzale». En 1991 comenzó a colaborar con la organización juvenil Patxa y en las elecciones legislativas de Francia de 1993 ambas organizaciones pidieron el voto para la coalición de Euskal Batasuna y Ezkerreko Mugimendu Abertzalea. En 1994 se fusiona con Patxa para crear Herriaren Alde.